# Bítem

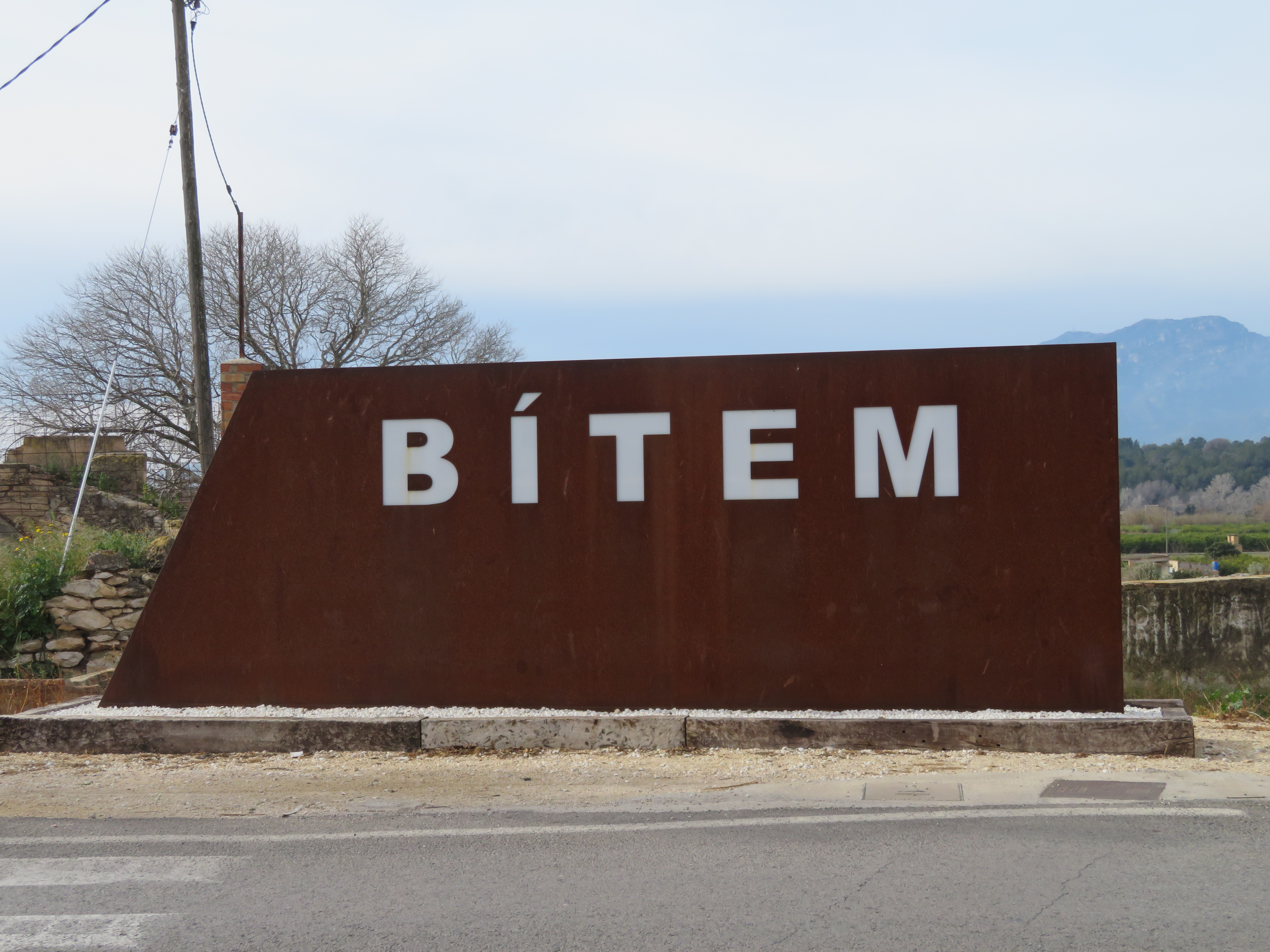
Bienvenida de Bítem

Bítem es una entidad de población adscrita al municipio de Tortosa, situada en la comarca del Bajo Ebro, provincia de Tarragona, Cataluña (España). Cuenta con 1188 habitantes (INE 2024). El 30 de septiembre de 2009, el Ayuntamiento de Tortosa aprobó el expediente de constitución de la entidad municipal descentralizada (EMD) de Bítem.

## Situación
El pueblo está situado en el margen izquierdo del Ebro, a los pies de la sierra de Cardó, a 5 kilómetros al norte del núcleo urbano de Tortosa, a 19 metros sobre el nivel del mar. A 2 kilómetros más al norte se encuentra Santa Rosa de Lima, un barrio perteneciente a Bítem.

## Economía
La economía de Bítem se basa en recursos agrícolas como:
- Cítricos, principalmente naranjas, mandarinas y clementinas
- Flores de invernadero
- Olivos
- Algarrobos

## Historia
El 17 de octubre de 1154, Ramón Berenguer IV el Santo, el Conde de Barcelona donaba Bítem a Jofre, que fue el primer Obispo de la Tortosa reconquistada. Según las noticias documentales y la especulación, se cree que el lugar de Bítem había estado residencia de los reyes moros de Tortosa. En 1910, durante la construcción del canal de la izquierda del Ebro, se descubrieron estructuras romanas, de las cuales se extrajeron objetos que actualmente están expuestos en el museo de Tortosa.

## Toponimia
Nadie sabe el origen del topónimo, no se sabe que quiere decir Bítem. Ha estado dicho muchas veces que procede de Beni-Tem, como nombre de una familia de la Tortosa mora. También hay teorías que dicen que la voz es una adaptación de otra voz anterior, latina o íbera.

## Lugares de interés
- El Mas del Bisbe, residencia episcopal.
- La Masada d'en Gassol, edificio colonial.
- La Torre de la Merla.
- El Mas del Marqués de Alós.
- Yacimiento ibérico de les Planetes.
- Villa romana de Barrugat, descubierta en noviembre de 1910 durante las obras del canal izquierdo del río Ebro.
- Árbol platanero (Platanus × hispanica), declarado árbol monumental de Cataluña.
- Isla de Audí, isla fluvial que forma parte desde el año 1992 del Plan de Espacios de Interés Natural (PEIN), y desde el año 1995, de la Reserva Natural de Fauna Salvaje.
- Ponts de Bítem, dos puentes colgantes al estilo tibetano.
- Montaspre, montaña más alta del término municipal de Bítem, con 528 metros de altura.
- Camp de fútbol municipal de Bítem, campo donde juega el equipo de fútbol U.E Remolins-Bítem

## Fiestas y tradiciones
- Fiesta Mayor de Bítem, que se celebra la penúltima semana de septiembre en honor a su patrona, la Verge de l'Oliva, (Virgen de la Oliva).
- Feria de la clementina, donde tienen lugar actividades relacionadas con la producción y la elaboración de este cítrico tan característico de la población.

## Personajes ilustres
- Arnau de Jardí (Bítem, 1233? - Tortosa, 1306), que fue obispo de Tortosa (1272-1306).
- Ataulfo II (Bítem)
- Óscar García (Bítem Alcalde)